# Joanne Kelly
Joanne Kelly est une actrice canadienne née le 22 décembre 1978 à Baie d'Espoir.

## Biographie
Joanne Kelly est une actrice active au cinéma et dans les séries TV. Née dans la Baie d'Espoir au Canada, elle a grandi au Labrador, dans la province de Terre-Neuve-et-Labrador, avant de poursuivre des études à l'Université Acadia en Nouvelle-Écosse. 
De 2009 à 2014, elle a un rôle principal dans la série Warehouse 13.

## Filmographie

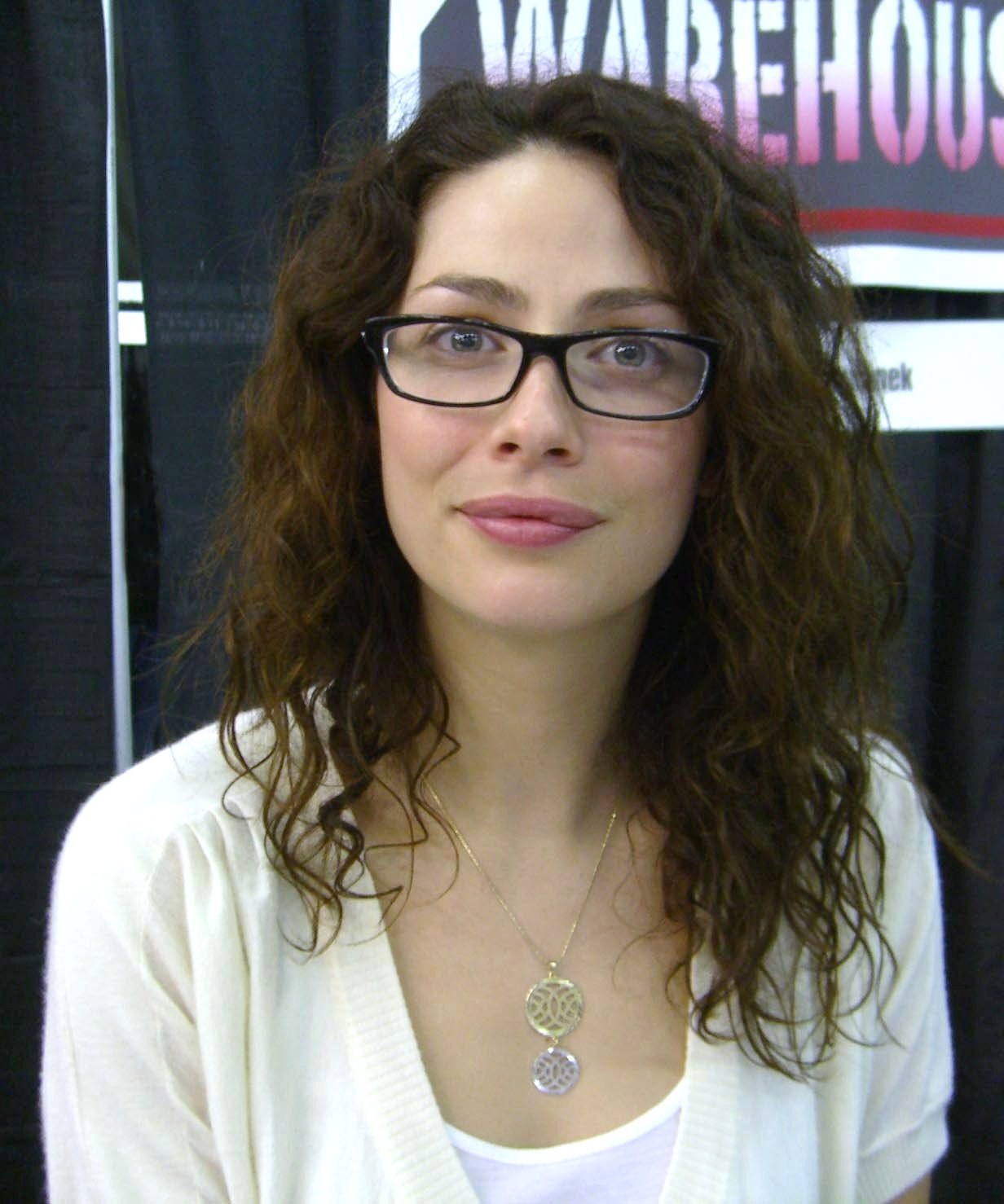
Kelly durant la Big Apple Convention en octobre 2009

- 2002 : La Baie de l'amour et des regrets (The Bay of Love and Sorrows) : Madonna Brassaurd
- 2002 : Mutant X (série télévisée) : Kim (1 épisode)
- 2003 : Wanted ils vont braquer l'Amérique :  (Sophie)
- 2003 : Jeremiah (série télévisée) : Liberty “Libby” Kaufman (8 épisodes)
- 2004 : Canadian Pie (Going the Distance) : Sasha
- 2005 : Innocence à vendre (TV)
- 2005 : Slings and Arrows (série télévisée) : Sarah (6 épisodes)
- 2006 : Une mère à l'épreuve (TV - Playing House) : Frannie Mackenzie
- 2006 : Heyday (TV) : Laurie Dwyer
- 2006 : Alerte solaire (TV) : Joanna Parks
- 2006 : Vanished (série télévisée) : Sara Collins (13 épisodes)
- 2007 : Dresden, enquêtes parallèles (série télévisée) : Bianca (3 épisodes)
- 2008 : Jack Hunter et le trésor perdu d'Ugarit (TV) : Nadia Ramadan
- 2008 : Jack Hunter et le tombeau d'Akhenaton (TV) : Nadia Ramadan
- 2008 : Jack Hunter et l'étoile du ciel (TV) : Nadia Ramadan
- 2008 : Supernatural (série télévisée) : Michelle Montgomery (saison 4, épisode 4)
- 2009 - 2014 : Warehouse 13 (série télévisée) : Myka Bering (principale)
- 2009 : Castle (série télévisée) : Lee Wax (saison 1 épisode 8)
- 2010 : Super Hero Family (série télévisée) : Rachel Jacobs (saison 1 épisode 13)
- 2012 : Hostages (série télévisée) : Vanessa Moore
- 2013 : Extraction (Nathalie)
- 2016 : Zoo (série télévisée) : Allison Shaw
- 2017 : La disparition (mini-série) : Catherine
- 2025 : S.W.A.T. : Kate Walz (saison 8, épisode 11)